# Hans Hartl (Politiker)
Hans Hartl (* 20. Juni 1945 in Wöhr) ist ein deutscher Politiker (ehemals SPD).

## Leben
Hartl besuchte die Volksschule in Markt Indersdorf und das Camerloher-Gymnasium in Freising, wo er auch sein Abitur machte. Er studierte Rechtswissenschaften, Politik und Geschichte an den Universitäten München, Köln, Bonn, Berlin, Innsbruck und Salzburg. Im Jahr 1970 erreichte er das 1. juristische Staatsexamen, 1972 folgte die Promotion und 1973 das 2. juristische Staatsexamen. Danach war er selbstständiger Anwalt in seiner Heimatstadt Dachau und daneben insbesondere in den 1990er-Jahren als Bauträger, Brauereibesitzer und Kunstmäzen engagiert.

## Politische Laufbahn
Hartl war Mitte der 1970er Jahre kurzzeitig Mitglied der CSU und gründete nach seinem Austritt 1977 die „Christliche Bürgerunion“ als örtliche kommunale Wählerinitiative. Mit ihr erreichte er 1978 ein Stadtratsmandat in Dachau. Im Sommer 1980 wurde er Mitglied der SPD. Nach erheblichen Erfolgen bei der Werbung von Neumitgliedern wurde er Vorsitzender des SPD-Unterbezirks Dachau und schließlich als Landtagskandidat im Stimmkreis Dachau und auf der SPD-Liste im Wahlkreis Oberbayern nominiert. Nach einer erfolgreichen, innerparteilich aber umstrittenen Wahlkampagne zog er 1986 in den Bayerischen Landtag ein. Bei der Landtagswahl 1990 wiederholte er seine Kampagnentechnik und wurde in der Folge aus der SPD und am 31. Dezember 1991 auch aus der SPD-Fraktion ausgeschlossen, so dass er danach bis zum Jahr 1994 dem Parlament als fraktionsloser Abgeordneter angehörte.

## Innerparteilich umstrittene Wahlkampagnen
Hartl nutzte bei seinen Landtagskandidaturen 1986 und 1990 eine Besonderheit des Bayerischen Wahlrechts. Anders als bei geschlossenen Listenwahlsystemen, bei denen die von einer Partei vorgegebene Listenrangfolge vom Wähler nicht veränderbar ist, wird in Bayern auch die Zweitstimme personalisiert vergeben: Jeder Kandidat einer Wahlkreisliste kann einzeln gewählt werden. Er konkurriert somit wahltechnisch auch mit den anderen Bewerbern der eigenen Liste, da die auf die Partei entfallenden Mandate in der Reihenfolge der persönlich erzielten Stimmenzahlen vergeben werden.
Um diese interne Konkurrenzsituation zu regulieren, wurde den Landtagskandidaten durch parteiinterne Regeln untersagt, außerhalb des eigenen Stimmkreises oder einzelner Zweitstimmenabkommen um Stimmen zu werben („Stimmenwilderei“). Hartl setzte sich über diese Beschränkung hinweg und schrieb per Mailing eine Vielzahl von Haushalten im gesamten Regierungsbezirk an. Diese Kampagne, deren Kosten im Jahr 1986 auf rund eine Million Mark geschätzt wurden, war in hohem Maße erfolgreich, führte aber bereits bei der ersten Wahl zu Forderungen nach einem Parteiausschluss. Nachdem er im Vorfeld der Landtagswahl 1990 erneut eine Mailing-Aktion durchgeführt hatte – nun inklusive eines Gewinnspiels für eine „Traumreise“ – und wieder in den Landtag eingezogen war, wurde der Parteiausschluss bis hin zur Entscheidung der SPD-Bundesschiedskommission betrieben und vollzogen. Im März 1994 wurde er durch den Bundesgerichtshof als rechtmäßig bestätigt.